# Condado de Pershing
O Condado de Pershing (em inglês:  Pershing County) é um dos 16 condados do estado americano de Nevada. A sede e única localidade incorporada do condado é Lovelock. Foi fundado em 1919.

## Geografia
De acordo com o United States Census Bureau, o condado possui uma área de 15 715 km², dos quais 15 635 km² estão cobertos por terra e 80 km² por água.

## Demografia
Segundo o censo nacional de 2010, o condado possui uma população de 6 753 habitantes e uma densidade populacional de 0,4 hab/km². Possui 2 464 residências, que resulta em uma densidade de 0,2 residências/km².